# Bomolocha perpallida
Bomolocha perpallida là một loài bướm đêm trong họ Noctuidae.